# Ahmed Ildiz
Ahmed Ildiz (sinh 29 tháng 11 năm 1996) là một cầu thủ bóng đá thi đấu ở vị trí tiền vệ cho câu lạc bộ Thổ Nhĩ Kỳ ở Süper Lig Kasımpaşa. Sinh ra ở Áo, anh là cầu thủ trẻ quốc gia Thổ Nhĩ Kỳ.

## Sự nghiệp chuyên nghiệp
Ildiz là sản phẩm trẻ của Rapid Wien, gia nhập từ lúc 14 tuổi. Ngày 1 tháng 9 năm 2016 anh chuyển đến Kasımpaşa, và Ildiz ra mắt chuyên nghiệp cho đội bóng trong trận thua 2-1 trước Konyaspor ngày 6 tháng 11 năm 2016.

## Sự nghiệp quốc tế
Ildiz sinh ra ở Áo và có gốc Thổ Nhĩ Kỳ. Anh là cầu thủ trẻ quốc gia của Đội tuyển bóng đá U-21 quốc gia Thổ Nhĩ Kỳ.

## Cuộc sống cá nhân
Anh trai của Ahmed, Muhammed Ildiz, cũng là cầu thủ bóng đá đang thi đấu cho Gaziantepspor ở Süper Lig.